# الدوري الهولندي الممتاز 1974–75
الدوري الهولندي الممتاز 1974-1975، هو الموسم التاسع عشر من الدوري الهولندي الممتاز منذ إنشائه في عام 1955. فاز بهذا الموسم نادي آيندهوفن.

## الفرق
يشارك ما مجموعه 18 فريقا في الدوري: الفرق الخمسة عشر المتبقية من الموسم المنقضي، والفريقين الفائزين بمباريات الصعود/الهبوط إضافة إلى بطل دوري الدرجة الأولى.

## النتائج
[[تصنيف:مقالات بها أقسام فارغة منذ <table class="box-قسم_فارغ plainlinks metadata ambox mbox-small-right ambox-content" role="presentation" style="width:auto;"><tr><td class="mbox-image">
]][[تصنيف:مقالات بها أقسام فارغة منذ <span id="FormattingError"/><strong class="error">max index is 100 for str sub long</strong>]]

## روابط خارجية
- الموقع الرسمي

(بالهولندية)